# Gil Gelders
Gil Gelders (Asse, 16 dicembre 2002) è un ciclista su strada belga che corre per il team Soudal Quick-Step.

## Palmarès

### Strada
- 2022 (Bingoal Pauwels Sauces WB Development Team, due vittorie)

Grote Prijs Affligem
5ª tappa Giro d'Italia Giovani Under 23 (Busca > Peveragno)
- 2023 (Soudal Quick-Step Devo Team, tre vittorie)

Kattekoers
2ª tappa Giro Next Gen (San Francesco al Campo > Cherasco)
Ruota d'Oro

#### Altri successi
- 2024 (Soudal Quick-Step)

Classifica giovani Okolo Slovenska

## Piazzamenti

### Classiche monumento
- Liegi-Bastogne-Liegi

2024: 69º
2025: ritirato
- Giro di Lombardia

2024: ritirato

### Competizioni mondiali
- Campionati del mondo

Glasgow 2023 - In linea Under-23: 22º

### Competizioni continentali
- Campionati europei

Anadia 2022 - In linea Under-23: 48º